# Joseph Preindl

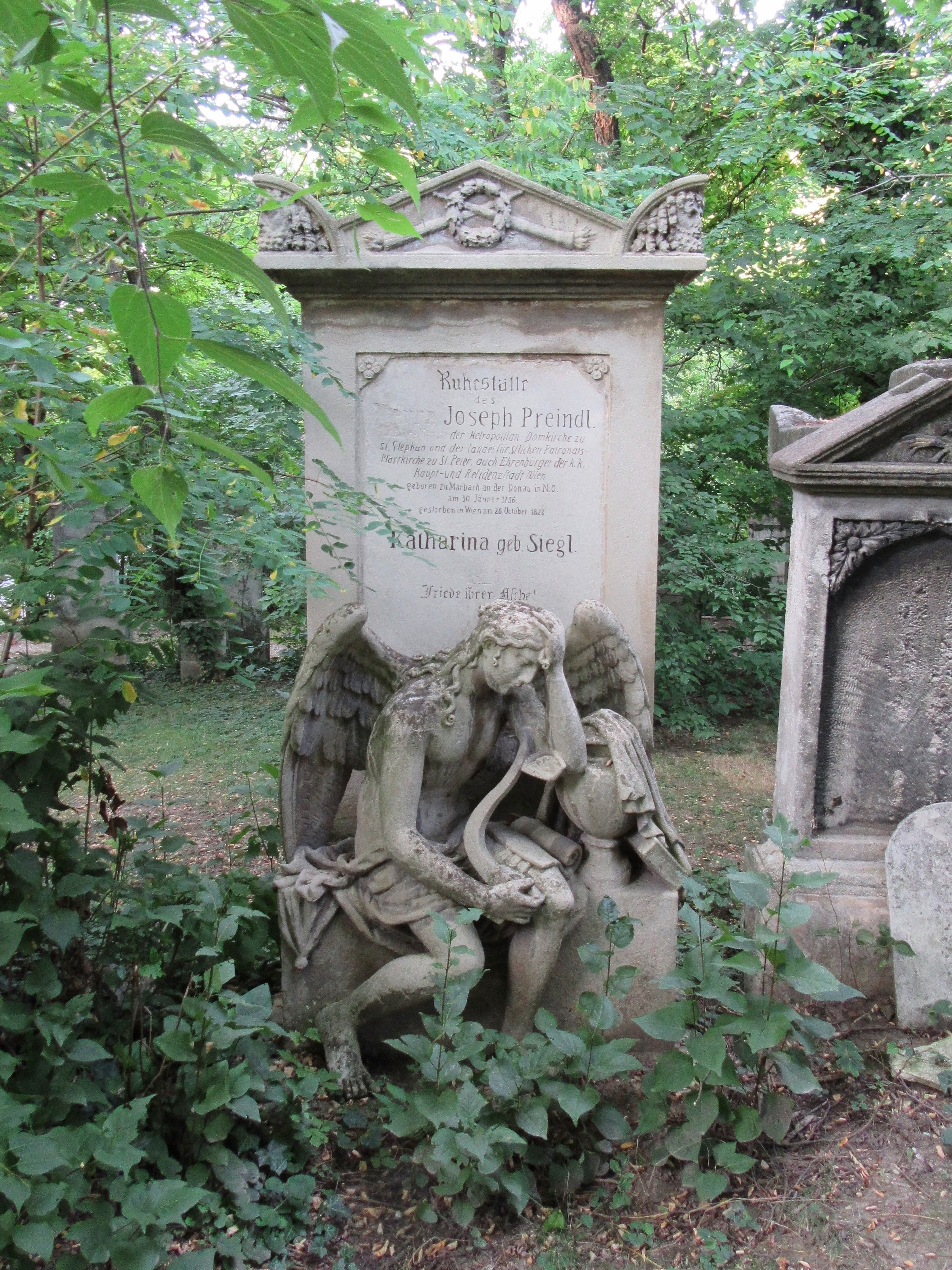
Joseph Preindls grav på Sankt Marxer Friedhof i Wien.

Joseph Preindl, född den 30 januari 1756 i Marbach, Niederösterreich, död den 26 oktober 1823 i Wien, var en österrikisk organist och komponist.

## Biografi
Joseph Preindl föddes 1756 i Marbach. Preindl var elev till Albrechtsberger, vars efterträdare på kapellmästaretjänsten vid Stefansdomen i Wien han blev. Han komponerade kyrkomusik och pianokonserter. Preindl utgav en sångskola. Hans efterlämnade teoretiska verk Wiener Tonschule, oder Anweisung zum Generalbasse, zur Harmonie, zum Contrapunkt und zur Fugenlehre utgavs postumt av Seyfried i Wien 1827; en senare upplaga utkom 1832. Preindl avled 1823.